# Arkadaş-Vereinigung

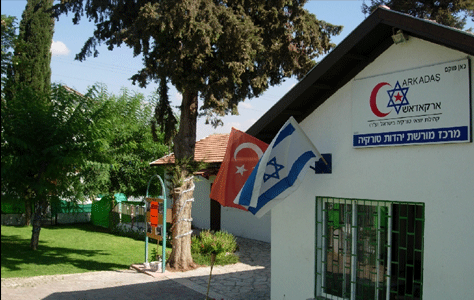
Arkadaş-Vereinigung

Die Arkadaş-Vereinigung (hebräisch עֲמֻתַּת אַרְקָאדָאש - קְהִילַּת יוֹצְאֵי טוּרְקִיָּה בְּיִשְׂרָאֵל türkisch Arkadaş Derneği) ist eine israelisch-türkische Freundschaftsorganisation, die ihren Sitz in der israelischen Stadt Jehud-Monosson hat. Arkadaş (ausgesprochen Arkadasch) bedeutet „Freund“ auf Türkisch.

## Vereinsname
Der hebräische Vereinsname lautet Verein Arkadaş - Gemeinschaft Türkeistämmiger in Israel (hebräisch עֲמֻתַּת אַרְקָאדָאש - קְהִילַּת יוֹצְאֵי טוּרְקִיָּה בְּיִשְׂרָאֵל ʿAmuttat Arqādāş - Qəhillat Jōtzʾej Ṭūrqijjah bəJisraʾel). 

## Geschichte
Die Arkadaş-Vereinigung wurde im Jahre 2003 von Eyal Peretz gegründet. Ihre Hauptziele sind, das türkisch-jüdische Erbe zu bewahren und die Freundschaft sowie die Toleranz zwischen dem israelischen und dem türkischen Volk zu fördern. Im Jahre 2005 gründete die Arkadaş-Vereinigung ein türkisch-jüdisches Kulturzentrum in Jehud.

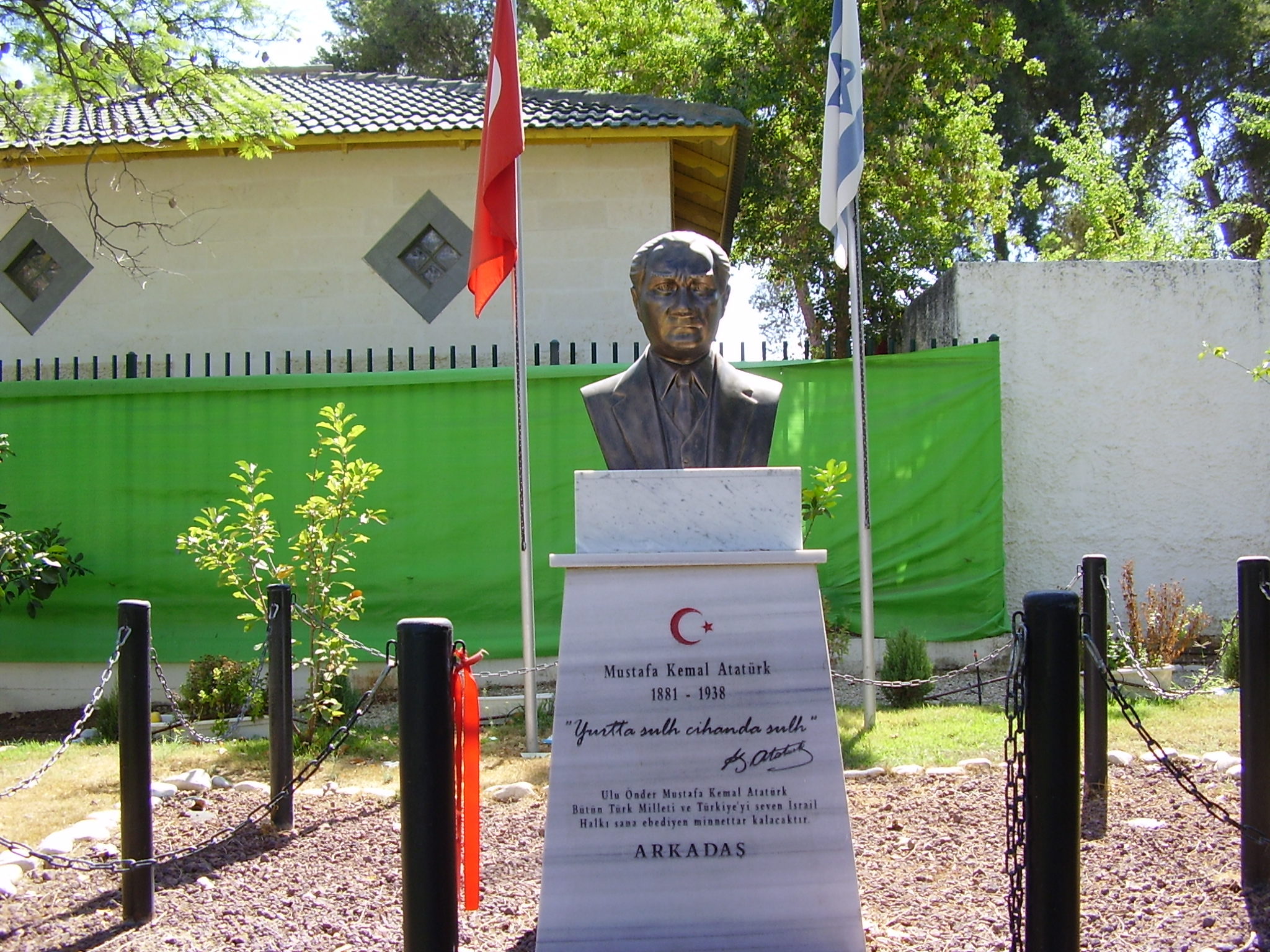
Monument für den Staatsgründer Mustafa Kemal Atatürk

Am 2. November 2007 wurde im offiziellen Garten der Arkadaş-Vereinigung ein Monument für den Staatsgründer der Republik Türkei, Mustafa Kemal Atatürk, eingeweiht. Der Einweihungszeremonie wohnte der türkische Botschafter in Israel, Namık Tan, bei.
Die Arkadaş-Vereinigung hat seit ihrer Gründung über 4.000 Mitglieder gewonnen, über 40 Freiwillige arbeiten für die  Organisation sowie ihre zwölf Zweigniederlassungen im ganzen Land.